# Grupa Beskidzka GOPR

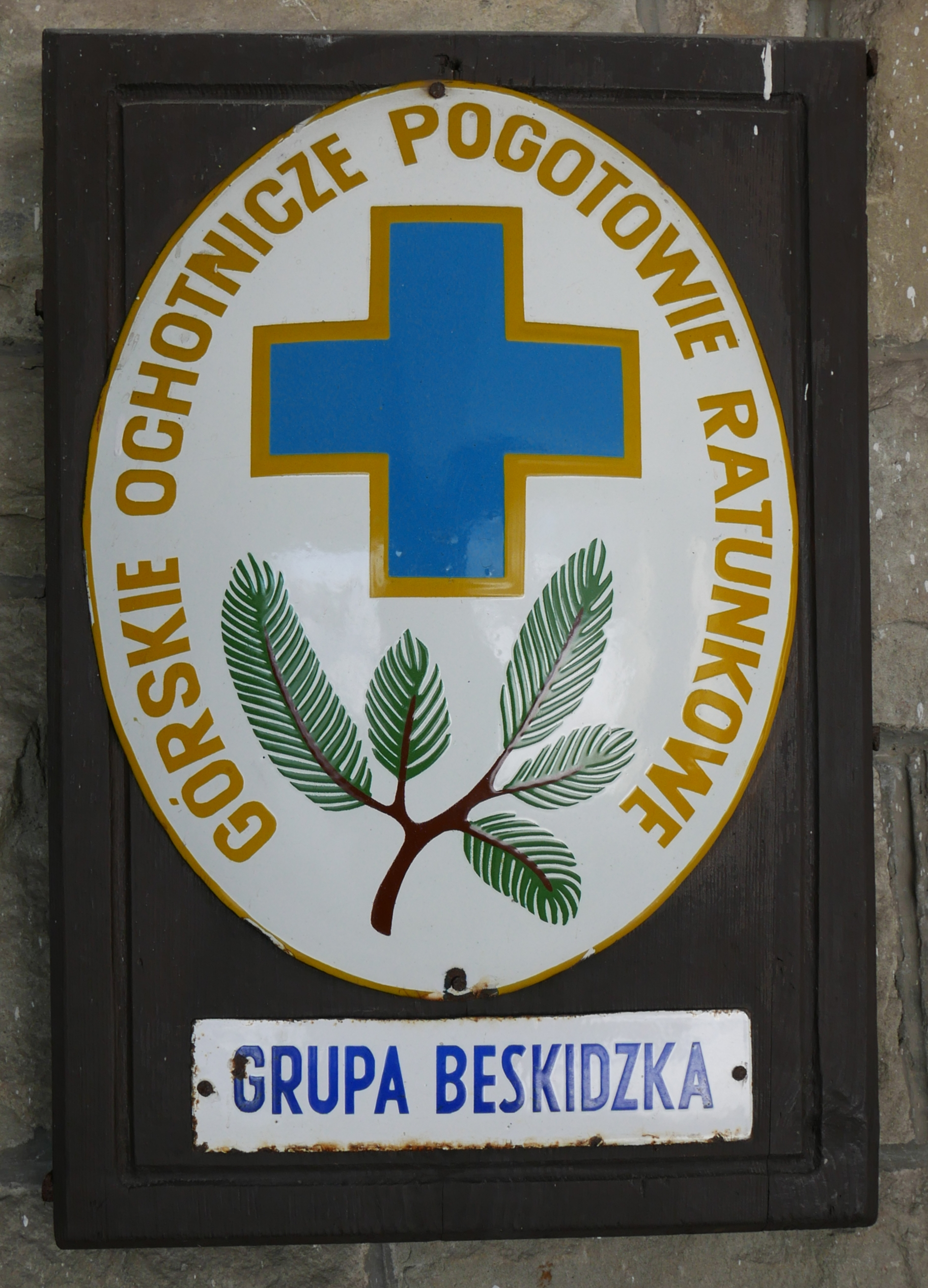
Szyld Grupy Beskidzkiej GOPR w schronisku na Szyndzielni

Grupa Beskidzka GOPR jedna z siedmiu grup regionalnych Górskiego Ochotniczego Pogotowia Ratunkowego. Powstała w 1952 roku, a obszarem działalności grupy jest teren Beskidu Śląskiego, Żywieckiego, Małego, zachodniej części Beskidu Średniego oraz Pasma Babiogórsko-Jałowieckiego.

## Historia
Za początek działania Grupy uznaje się datę 25 listopada 1952, kiedy to powstało Beskidzkie Ochotnicze Pogotowie Ratunkowe. Beskidzka Grupa GOPR w sezonie zimowym utrzymuje kilkadziesiąt punktów ratunkowych tzw. „dyżurek GOPR”, oraz 4 stacje ratunkowe czynne cały rok i przez całą dobę (są to stacje CSR Szczyrk, SR Klimczok, SR Hala Miziowa, SR Markowe Szczawiny). Grupa zrzesza ok. 300 czynnych ratowników.